# 亞洲田徑總會
亚洲田径联合会（ASIAN ATHLETICS ASSOCIATION，简称AAA）是亞洲的洲際田徑體育運動管理機構。總部位於新加坡。它主辦亞洲田徑錦標賽和其他洲際比賽。現任主席為卡達籍的Dahlan Jumaan al-Hamad，他在2013年當選。印度籍的Suresh Kalmadi在2000年至2013年間擔任主席。

## 賽事
- 亞洲田徑錦標賽
- 亞洲室內田徑錦標賽
- 亞洲青年田徑錦標賽
- 亞洲青少年田徑錦標賽

## 會員國
- 阿富汗
- 巴林
- 不丹
- 柬埔寨
- 东帝汶
- 香港
- 印度
- 印度尼西亞
- 伊拉克
- 伊朗
- 日本
- 约旦
- 科威特
- 黎巴嫩
- 澳門
- 马来西亚
- 馬爾地夫
- 蒙古国
- 緬甸
- 尼泊尔
- 阿曼
- 巴基斯坦
- 巴勒斯坦
- 菲律賓
- 中国
- 葉門
- 沙烏地阿拉伯
- 新加坡
- 斯里蘭卡
- 叙利亚
- 泰國
- 中華臺北
- 阿联酋
- 越南

## 外部連結
- 亞洲田徑總會（页面存档备份，存于）